# 리자이나 킹
리지나 킹(Regina King, 영어 발음: /rɪˈdʒiːnə/, 1971년 1월 15일 ~ )은 미국의 배우, 감독, 제작자이다. 호소력 짙은 뛰어난 연기력을 바탕으로 좋은 역할을 많이 맡았다. 1980년대에 TV 시리즈 《227》(1985-90)에서 "브렌다 젱킨스" 역으로 유명하였다. 영화 《빌 스트리트가 말할 수 있다면》(2018)을 통해 2019년 제91회 아카데미상 여우조연상을 수상했다.

## 어린 시절
로스앤젤레스에서 전기공 토머스 킹과 특수교육 교사 글로리아 사이에서 태어났다. 8살 때에 부모가 이혼하였다. 배우 레이나 킹의 언니이기도 하며, 리지나와 레이나는 이탈리아어, 스페인어와 라틴어로 "여왕"을 의미한다. 리지나는 웨스트체스터 고등학교를 졸업한 후 서던캘리포니아 대학교에 진학하였다.

## 경력
1985년부터 1990년까지 방영한 TV 시리즈 《227》에서 브렌다 젱킨스 역으로 명성을 날리고 나서 영화계로 진출, 존 싱글턴 감독의 작품 《보이즈 앤 후드》(1991), 《포이틱 저스티스》(1993), 《하이어런닝》(1995)에 연이어 출연하였다. 1995년 코미디 히트작 《프라이데이》에 나오기도 했다.
1996년 톰 크루즈, 쿠바 구딩 주니어 주연의 로맨틱 코미디 영화 《제리 맥과이어》에 출연하며 명성을 얻었다. 이 영화에서 쿠바 구딩 주니어가 맡은 역의 부인 마시 티드웰을 연기하면서 주류에서 인정 받게 되었다.
1998년 《에너미 오브 스테이트》에서 윌 스미스의 아내 역을 맡았고, 같은 해 《레게 파티》와 월트 디즈니의 리메이크 작품 《마이티 조 영》에도 출연하였다. 이외에도 《대디 데이 케어》, 《신데렐라 스토리》 같은 다수의 영화에 출연해왔다.
2004년 킹은 영화 《레이》에서 레이 찰스의 백그라운드 밴드 더 레일레츠(The Raeletts)의 일원 마지 헨드릭스 역을 맡았으며, 2005년 《미스 에이전트 2》에서 샌드라 불럭의 강력한 FBI 파트너로 출연하였다.
2009년부터 2013년까지 TNT 경찰 드라마 《사우스랜드》에 리디아 애덤스 형사 역으로 출연하였다.

## 정치 활동
리지나 킹은 버락 오바마의 대통령 선거 운동에서 두드러진 성원자였다. 오하이오주의 전 지역을 다니면서, 오하이오주의 예비 선거에 앞서 당시 오바마 상원 의원을 위한 가두 연설을 하였다.

## 출연 작품

### 영화
- 보이즈 앤 후드 (1991)
- 포이틱 저스티스 (1993)
- 하이어런닝 (1995)
- 프라이데이 (1995)
- 제리 맥과이어 (1996)
- 레게 파티 (1998)
- 마이티 조 영 (1998)
- 에너미 오브 스테이트 (1998)
- 다운 투 어쓰 (2001)
- 대디 데이 케어 (2003)
- 레이 (2004)
- 미스 에이전트 2 (2005)
- 빌 스트리트가 말할 수 있다면 (2018)
- 더 하더 데이 폴 (2021) - 트루디 스미스 역

### 텔레비전
- 227 (1985-90)
- 사우스랜드 (2009-13)